# Organizația democrației și unității socialiste

Carnet de membru al Organizaţiei democraţiei şi unităţii socialiste (necompletat)

Organizațiile democrației și unității socialiste (O.D.U.S.) au funcționat în Republica Socialistă România până în anul 1989 și erau definite ca "organizații politice de masă, revoluționar-patriotice, care își organizează și desfășoară activitatea în cadrul Frontului Democrației și Unității Socialiste (F.D.U.S.)". 
Ele cuprindeau cetățeni cu vârsta de peste 18 ani, nemembri de partid, indiferent de naționalitate. Ele erau constituite pe baza principiului teritorial și al locului de muncă (pe întreprinderi, instituții, sate și cartiere). După cum rezultă din statutul F.D.U.S., organizațiile sale componente mobilizează și coordonează eforturile întregii națiuni în vederea înfăptuirii orientărilor programatice ale P.C.R.
Conferința a III-a pe țară a Organizației Democrației și Unității Socialiste era programată să se țină odată cu Congresul al IV-lea al Frontului Democrației și Unității Socialiste, în zilele de 8-9 februarie 1990, dar "evenimentele" din 1989 au stricat planificarea.